# Army Manoeuvres in Cuba
Army Manoeuvres in Cuba è un documentario del 1911. Il nome del regista non viene riportato nei titoli.

## Produzione
Il film fu prodotto dall'Independent Moving Pictures Co. of America (IMP) e venne girato a Cuba.

## Distribuzione
Il film uscì nelle sale il 2 marzo 1911, distribuito dalla Motion Picture Distributors and Sales Company.